# 트랜싯 터미널 타워
트랜싯 터미널 타워는 미국 필라델피아에 제안된 마천루이다. 